# فرانتس اشتانگل
فرانتس اشتانگل (به آلمانی: Franz Stangl) (زاده ۲۶ مارس ۱۹۰۸، مرگ ۲۸ ژوئن ۱۹۷۱) یک نظامی اتریشی و از ۲۸ آوریل ۱۹۴۲ تا ۳۰ اوت ۱۹۴۲ فرمانده اردوگاه مرگ سوبیبور و از ۱ سپتامبر ۱۹۴۲ تا اوت ۱۹۴۳ فرمانده اردوگاه مرگ تربلینکا بود. او در سال ۱۹۶۷ در برزیل دستگیر و به آلمان غربی فرستاده شد. وی در آنجا به جرم کشتار ۹۰۰٫۰۰۰ نفر به حبس ابد محکوم شد و شش ماه بعد در ۲۸ ژوئن ۱۹۷۱ در زندان دوسلدورف بر اثر نارسایی قلبی درگذشت.